# États-Unis aux Jeux olympiques d'hiver de 1936
Les États-Unis participent aux Jeux olympiques d'hiver de 1936, qui ont lieu à Garmisch-Partenkirchen en Allemagne. Représenté par 55 athlètes, ce pays prend part aux Jeux d'hiver pour la quatrième fois de son histoire après sa présence à toutes les éditions précédentes. La délégation américaine termine au huitième rang du tableau des médailles avec quatre médailles : une d'or et trois de bronze.

## Médaillés
| Médaille                            | Nom                                       | Sport               | Épreuve           |
| ----------------------------------- | ----------------------------------------- | ------------------- | ----------------- |
| Médaille d'or, Jeux olympiques      | Ivan Brown Al Washbond                    | Bobsleigh           | Bob à deux hommes |
| Médaille de bronze, Jeux olympiques | Gilbert Colgate Richard Lawrence          | Bobsleigh           | Bob à deux hommes |
| Médaille de bronze, Jeux olympiques | Équipe des États-Unis de hockey sur glace | Hockey sur glace    | Hommes            |
| Médaille de bronze, Jeux olympiques | Leo Freisinger                            | Patinage de vitesse | 500 mètres hommes |